# Braam Immelman
Pas d'image ? Cliquez ici

a Compétitions nationales et continentales officielles uniquement.

Dernière mise à jour le 30 octobre 2021.
Jacobus Abraham Immelman dit Braam Immelman, né le 26 octobre 1981 à Victoria West (Afrique du Sud), est un joueur sud-africain de rugby à XV qui évolue au poste de troisième ligne centre.